# 阿拉斯加州州徽
阿拉斯加州州徽在建州之前首次被採用，當時該地區被稱為阿拉斯加特區。第一任州長指定了該地區的州徽，其中包括冰川、北極光、圓頂冰屋和愛斯基摩人的冰釣活動。
在1910年，這一徽章被更能代表該州工業和自然財富的設計所取代。今天的徽章包含代表著阿拉斯加的著名的北極光。冶煉廠象徵著採礦，火車代表阿拉斯加的鐵路，船代表海上運輸。徽章上的樹木象徵著該州豐富的木材；農夫、他的馬匹和三捆小麥代表著阿拉斯加的農業。魚和海豹象徵著捕魚和海豹群對阿拉斯加經濟的重要性。